# Susan Hay
Helena Susan Hay-Carr (Billericay, 15 de septiembre de 1994) es una deportista británica que compitió en vela en la clase 470. Ganó una medalla de bronce en el Campeonato Mundial de 470 de 1989.

## Palmarés internacional
| \| Campeonato Mundial \| Campeonato Mundial \| Campeonato Mundial \| Campeonato Mundial \| \| Año \| Lugar \| Medalla \| Clase \| \| ------------------ \| ------------------ \| ------------------ \| ------------------ \| \| 1989 \| Tsu (Japón) \| Medalla de bronce \| 470 \| |             |                   |       |
| Campeonato Mundial |             |                   |       |
| Año | Lugar       | Medalla           | Clase |
| 1989 | Tsu (Japón) | Medalla de bronce | 470   |